# بطليموس السابع
بطليموس السابع أحد أبناء بطليموس السادس وأخ لكليوباترا الثالثة وكليوباترا ثيا. حكم بعد وفاة ابوه بطليموس السادس ،  حكم لفترة قصيرة جدًا، ويُعتقد أنها كانت حوالي عام 145 قبل الميلاد بعد وفاة والده بطليموس السادس فيلوميتور . كان صغيرًا جدًا عند توليه الحكم، مما أدى إلى صراع على السلطة داخل العائلة الملكية, خاصةً بين والدته وأطراف أخرى من الأسرة . اغتيل بطليموس السابع على الأرجح من قبل عمه بطليموس الثامن من بعد ذلك.